# سناباد
سَناباد دهکده‌ای بود که کاخ حمید بن قحطبه طایی در اوایل قرن سوم هجری قمری در آن قرار داشته‌است. هارون الرشید که برای سرکشی و آرام ساختن شورشیان به خراسان آمده بود در آنجا بیمار شده و او را در سرسرای این کاخ دفن کردند. بعدها با دفن علی بن موسی الرضا امام هشتم شیعیان این منطقه اهمیت بیشتری یافت و در پیوند با روستاهای اطراف مجموعاً شهر کنونی مشهد را شکل داد.